# Архівна обробка
Архівна обробка — акт огляду, упорядкування, опису та виконання основних заходів щодо збереження записаних матеріалів особи, сім'ї чи організації після їх остаточної передачі до архіву. Особа, яка займається цією діяльністю, відома як архівний обробник, архівний технік або Архіваріус.
В ідеалі, коли архів отримує колекцію паперів або групу записів, вони будуть упорядковані автором (оригінальною особою, особами чи організацією, яка створила чи зібрала колекцію чи записи) і запаковані для переміщення до архіви таким чином, щоб цей порядок зберігся. Однак колекції та групи записів часто є напіворганізованими, а інколи їм бракує помітної організації. Спостереження за організацією переданих матеріалів, нав'язування організації там, де її бракує, потім опис упорядкованого матеріалу — це завдання, які охоплюються термінами «архівна обробка», «упорядкування та опис», «архівний список» або «каталогізація».

## Зйомка колекції
Першим етапом обробки архіву є огляд колекції. Мета опитування полягає в тому, щоб зрозуміти автора, визначити контекст створення колекції, спостерігати за загальним розміром і обсягом матеріалу, з'ясувати, чи має колекція обмеження доступу, знайти будь-які наявні допоміжні засоби для пошуку, подані разом з колекції, а також для виявлення будь-якої основної організаційної схеми в колекції чи групі записів.
Огляд колекції слід проводити з урахуванням архівного принципу, поважаючи фонди. У відповідності до des fonds, що можна перекласти як «беручи до уваги всю колекцію», опитування має включати діяльність, спрямовану на з'ясування того, чи є наявні матеріали всіма матеріалами, чи лише частиною всього фонду. Якщо архівіст знаходиться в сховищі, де зберігаються інші частини фондів, він або вона повинні скласти план роботи, який охоплює або принаймні визнає весь набір матеріалів від того самого автора.
Зйомка колекцій є суто оглядовим завданням, без внесення будь-яких змін чи перегруповування матеріалів. Оскільки багато організацій вимагають використання шаблону або робочого аркуша, щоб забезпечити ретельність і послідовність опитувань, типовим кінцевим продуктом опитування для збору є заповнений робочий аркуш опитування та план обробки. Після завершення опитування матеріали можуть бути доступні дослідникам без додаткової обробки, зберігатися для подальшої обробки, коли будуть доступні ресурси, або негайно переходити до обробки.

## Аранжування
Розташування матеріалів має бути завершено з урахуванням двох архівних принципів, які підпадають під повагу до фондів: провенанс та оригінальний порядок.
За принципом походження, матеріали одного автора повинні зберігатися разом і відокремлено від матеріалів інших авторів. Згідно з правилами походження, зберігання матеріалів повинно включати забезпечення їхньої спільної доступності для пошуку і вилучення (відоме як їхнє інтелектуальне упорядкування), а також їхнє фізичне збереження, якщо це практично здійсненне. Крім того, якщо матеріали переходили з рук в руки після творця, походження елемента включає всіх тих, хто прийшов після творця, а також будь-які зміни, які вони вносили до колекції, такі як вставки, видалення, перегрупування.
Згідно з принципом первісного порядку, розташування матеріалів оригінатором має цінність, оскільки відображає те, як вони спочатку використовували колекцію та отримували доступ до неї, а також те, як записи пов'язані між собою, що може інформувати про первісне призначення записів. Залежно від колекції перегрупування матеріалів може не вимагатися, якщо здається, що зберігається логічний початковий порядок, розташування надає контекстуальні підказки щодо мети записів і розташування не перешкоджає доступу дослідників до матеріалів. Якщо потрібне перевпорядкування, архівні обробники впорядковують матеріали на рівні колекції, рівні серії, рівні підсерії, рівні коробки, рівні папки або на рівні елемента. Рівень упорядкованості визначається рядом факторів, які включають, але не обмежуються, впорядкованість матеріалу, ймовірний інтерес дослідника та дослідницьку цінність колекції[2], а також політику та ресурси сховища.
Якщо потрібно виконати завдання з упорядкування, то упорядкування є першим етапом фізичної обробки матеріалів після обстеження. Окрім перерозподілу матеріалів, може також відбуватися відсіювання матеріалів, які не відповідають правилам збору, встановленим у сховищі, а також заходи зі збереження, описані нижче.

## Опис

### Рівні опису
Зазвичай намагаються надати більш детальні описи, ніж ті, що є результатом колекційного огляду матеріалу. Окрім опитування, особа, яка обробляє колекцію, може створити список «серій» і «підсерій», перелік вмісту коробки (також називається описом на рівні коробки), списки папок (на рівні папки опис), або навіть повні описи, які включають адміністративні історії або біографічні нотатки, нотатки про масштаби, інформацію про придбання та інформацію про архівну обробку, яку отримав матеріал. Деякі репозиторії проводитимуть опис на рівні елементів для вибраних документів у колекції чи групі записів, якщо дослідницька цінність вважається надзвичайно високою, очікується інтенсивне використання або підвищується ризик крадіжки.

### Пошук допоміжних засобів
Письмовий опис колекції загалом називається довідковим апаратом архіву. Основна мета допоміжних засобів пошуку — полегшити доступ користувачів до колекції матеріалів, а також може бути корисною для інших архівістів, які надають довідкові послуги щодо матеріалів зараз і в майбутньому. Найдавніші посібники для пошуку були відомі як «календарі» і, як правило, складалися з переліку окремих документів у хронологічному порядку, що було улюбленим організаційним методом істориків, які на той час були їхніми основними користувачами. Використовувані в даний час форми допоміжних засобів пошуку відрізняються за довжиною та поділяються на кілька категорій за типом, причому інвентар переважає наприкінці ХХ та на початку ХХІ століть. Багато архівів публікують свої засоби пошуку в Інтернеті, щоб розширити доступ до своїх фондів, а деякі з них закодовані, щоб полегшити розпізнавання пошуковими системами.

### Стандарти
Декілька стандартів регулюють архівний опис, деякі національні та інші міжнародні. ISAD(G), Загальний міжнародний стандартний архівний опис, визначає елементи, які повинні бути включені в допоміжний матеріал. Контенту також стосуються інші стандарти. У Сполучених Штатах власні імена можна звіряти з файлами авторитетних імен Бібліотеки Конгресу, а предметні заголовки взято з LCSH. Жанрові терміни часто беруть із тезауруса мистецтва та архітектури. Багато засобів пошуку закодовано (розмічено) у XML; у таких випадках можна використовувати стандарт закодованого архівного опису (EAD). Крім того, репозиторії можуть дотримуватися місцевих практик, спрямованих на те, щоб засоби пошуку виконували їх конкретну місію.
Товариство американських архівістів (SAA) опублікувало низку передових практик для американських архівістів; двома важливими з них є «Архіви, особисті документи та рукописи», які часто називають абревіатурою APPM, і «Опис архівів: стандарт вмісту» (DACS). Публікація SAA «Стандарти архівного описування: Посібник» містить огляд відповідних стандартів для всіх етапів обробки архівів і рукописів. Група дослідницьких бібліотек опублікувала документ із передовими методами використання з EAD.
Асоціація архівів і документів, британський еквівалент SAA, опублікувала ряд найкращих практик для британських архівістів на різні теми: від зберігання шкільних документів до історичних бухгалтерських записів.
У 2004 році Австралійське товариство архівістів опублікувало «Опис архівів у контексті: Посібник з австралійської практики», який є основою для опису за допомогою Австралійської системи серій. Опис серії ґрунтується на пріоритеті серії як основи для упорядкування та опису, а не на фондах, як це прийнято в інших юрисдикціях.

## Охоронна діяльність
Архівна обробка часто включає основні практики збереження, такі як видалення скоб і канцелярських скріпок, розміщення матеріалів у безкислотних папках і коробках, ізоляція кислотних матеріалів, щоб уникнути міграції кислоти, фотокопіювання пошкоджених або кислотних документів і розгортання паперів. Протягом останніх кількох років у архівах і сховищах рукописів спостерігалася тенденція випробовувати нові способи скоротити відставання та забезпечити доступ до матеріалів якнайшвидше, що описано та заохочено у статті 2005 року «Більше продукту, менше процесу: Реконструкція традиційної архівної обробки» Марка А. Гріна та Денніса Мейснера. Їхній метод не заохочує до цих базових практик в інтересах прискорення обробки та забезпечення швидшого доступу дослідників. Їхні аргументи також визнають припущення про належний клімат-контроль у сучасних установах, який уповільнив би псування кислотного паперу та іржавіння металевих кріплень.

## Подальше читання
- Michael Cook & Kristina Grant Manual of Archival Description. London: Society of Archivists, 1984 ISBN 0902886223
- Margaret Procter & Michael Cook Manual of Archival Description; 2nd ed. Aldershot: Gower, 1989 ISBN 0566036347
- Margaret Procter & Michael Cook Manual of Archival Description; 3rd ed. Aldershot: Gower, 2000 ISBN 0566082586

Майкл Кук отримав ступінь доктора філософії. в Університеті Ліверпуля в 1998 році за збірку праць з управління архівами, яка включала посібник та інші праці.